# 제52회 미국 작가 조합상
제52회 미국 작가 조합상은 1999년 뛰어난 활동을 보인 영화 작가를 기리기 위해 2000년 3월에 열린 시상식이다. [서부]LA, 비벌리 힐튼 호텔/[동부]뉴욕, 플라자호텔에서 개최되었다.

## 수상 및 후보

### 각본상
- 아메리칸 뷰티 - 앨런 볼 수상

### 각색상
- 일렉션 - 알렉산더 페인 수상

### TV 애니메이션상
- 크리스티 막스 수상

### 월계수상
- 장 클로드 까리에 수상

### 발렌타인 데이비스 상
- 앨런 알다 수상

### 모건 콕스 상
- Ann Marcus 수상

### 파울 셀빈 명예상
- 인사이더 - 에릭 로스 수상